# チャン・バン・フォン
チャン・バン・フォン（陳 文香、ベトナム語：Trần Văn Hương / 陳文香、1902年12月1日 - 1982年1月27日）は、南ベトナム（ベトナム共和国）の政治家。首相職と大統領職を歴任した。

## 経歴
メコン・デルタビンロン省の貧農の家庭に生まれ教師を長く勤めた。1954年にサイゴン市長に選出されるも、1960年にゴ・ジン・ジェム政権批判の容疑で逮捕・投獄される。

### 二度の首相就任と副大統領への就任
ジェム政権崩壊後の1964年にサイゴン市長に復帰。11月にはグエン・カーンの慫慂によって首相に就任するが、1965年1月にグエン・カーンがグエン・バン・チューやグエン・カオ・キら少壮将校のクーデターで失脚すると、国家元首のファン・カク・スーによって首相を罷免される。
1967年の大統領選には、軍部の厚い支持を受けたグエン・バン・チューとグエン・カオ・キに対抗する形で出馬するも敗北。一時は野党的立場で活動するが、グエン・カオ・キ副大統領の勢力伸長を恐れたグエン・バン・チューによって1968年5月に再度首相に指名。1969年9月まで務めた後、1971年10月にはグエン・カオ・キに代わって副大統領になった。

### 大統領就任
サイゴン陥落直前の1975年4月21日、グエン・バン・チューは大統領職を辞任し、チャン・バン・フォンにその座を明け渡した。チャン・バン・フォンはグエン・バン・チューを中華民国（台湾）に出国させ、北ベトナム（ベトナム民主共和国）との和平会談を求めたが停戦を実現することは叶わなかった。

### 辞任
大統領就任からわずか一週間後の4月28日、解放戦線側のチュー政権関係者排除要求により、チャン・バン・フォンは大統領を辞任し、ベトナム共和国の降伏活動を管轄していたズオン・バン・ミン司令官に大統領職を引き渡した。直後のサイゴン陥落に際しても亡命せず残留する。その後は自宅軟禁下に置かれ余生を送った。